# Hospedaria
O termo hospedaria refere-se, em geral, a locais onde se podem albergar pessoas em viagem - podendo referir-se a estalagens ou albergarias. É uma habitação ou parte de um edifício (geralmente uma casa de família) em que os proprietários ou inquilinos alugam um ou mais quartos por uma ou mais noites e, às vezes, por períodos de tempo mais longos. Normalmente, alguns serviços são prestados dentro das pensões aos clientes que as utilizam, como, por exemplo, a lavagem de roupa e alimentação.
Os locatários obtêm legalmente apenas uma licença para usar seus quartos, e não a posse exclusiva.
Existindo já desde a Antiguidade, no Antigo Egipto, Índia, Grécia, Roma, as hospedarias foram especialmente importantes durante a Idade Média, altura em que providenciavam apoio aos muitos peregrinos que seguia, pelas principais rotas religiosas.